# Astrothelium interjectum
Astrothelium interjectum är en lavart som beskrevs av R. C. Harris. Astrothelium interjectum ingår i släktet Astrothelium och familjen Trypetheliaceae.   Inga underarter finns listade i Catalogue of Life.